# تیربیجان
تیرویجان، روستایی است از توابع بخش دابودشت شهرستان آمل در استان مازندران ایران.دارای دوبخش تیرویجان علیا و تیرویجان سفلی است.

## جمعیت
این روستا در دهستان دابوی میانی قرار دارد و براساس سرشماری مرکز آمار ایران در سال ۱۳۹۵، جمعیت آن ۱۱۵۰ نفر (۴۵۰خانوار) بوده‌است.این روستا دارای دو بخش تیرویجان علیا و تیرویجان سفلی است ودارای یک آبندان زیبا در تیرویجان علیا است که تامین کننده آب زمین های کشاورزی اطراف است   این روستا از شمال به روستای عظیم آباد از جنوب به روستای اشکارکلا از شرق به روستاهای اوجاک،باریک محله،بیشه محله و دوتیره واز غرب به روستاهای شاهکتی و ولیک متصل است این روستا دارای یک امامزاده به نام امامزاده حسن و حسین و یک سقاخانه است.

## نگارخانه

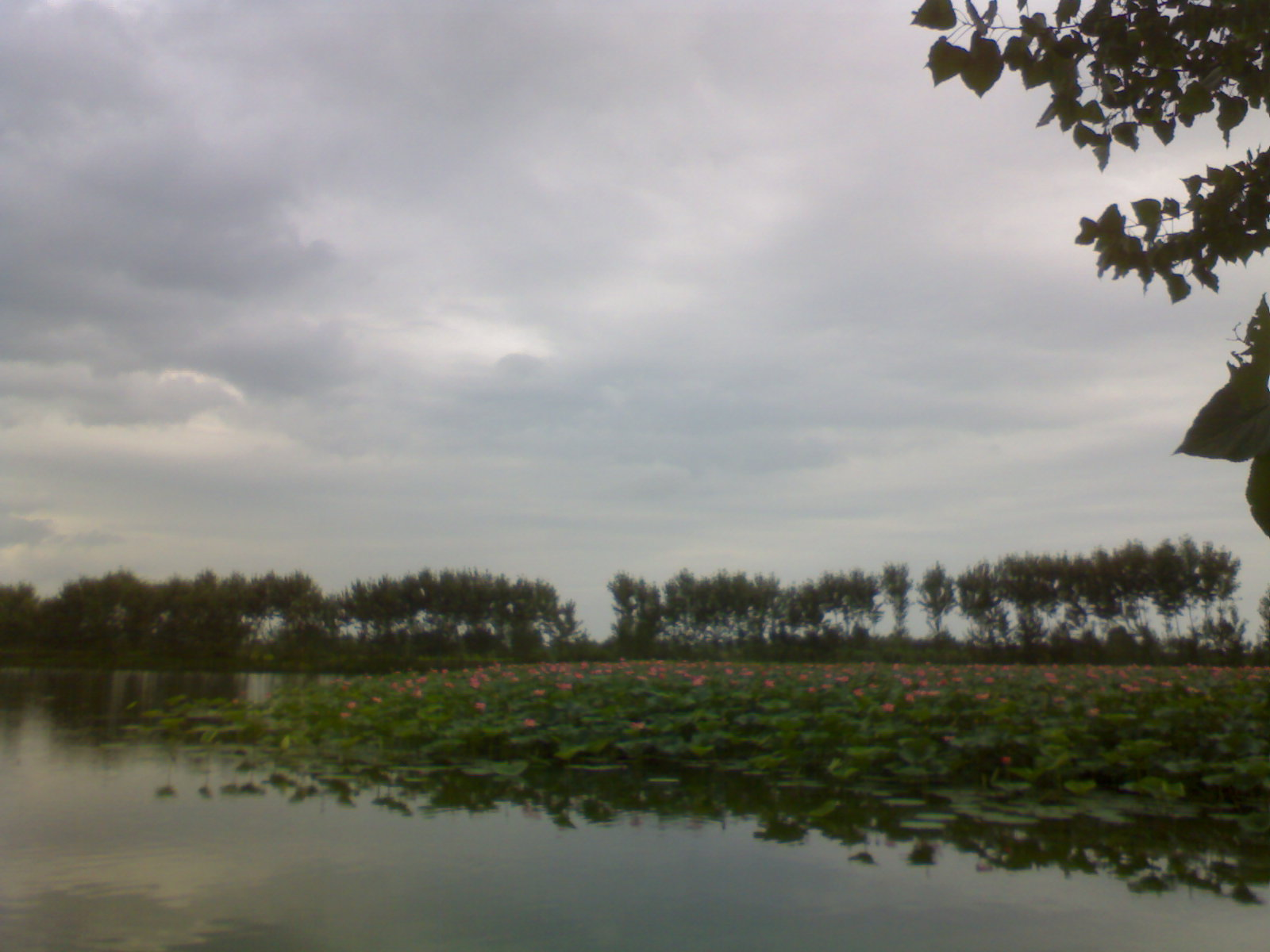
آب‌بندان روستای تیربیجان
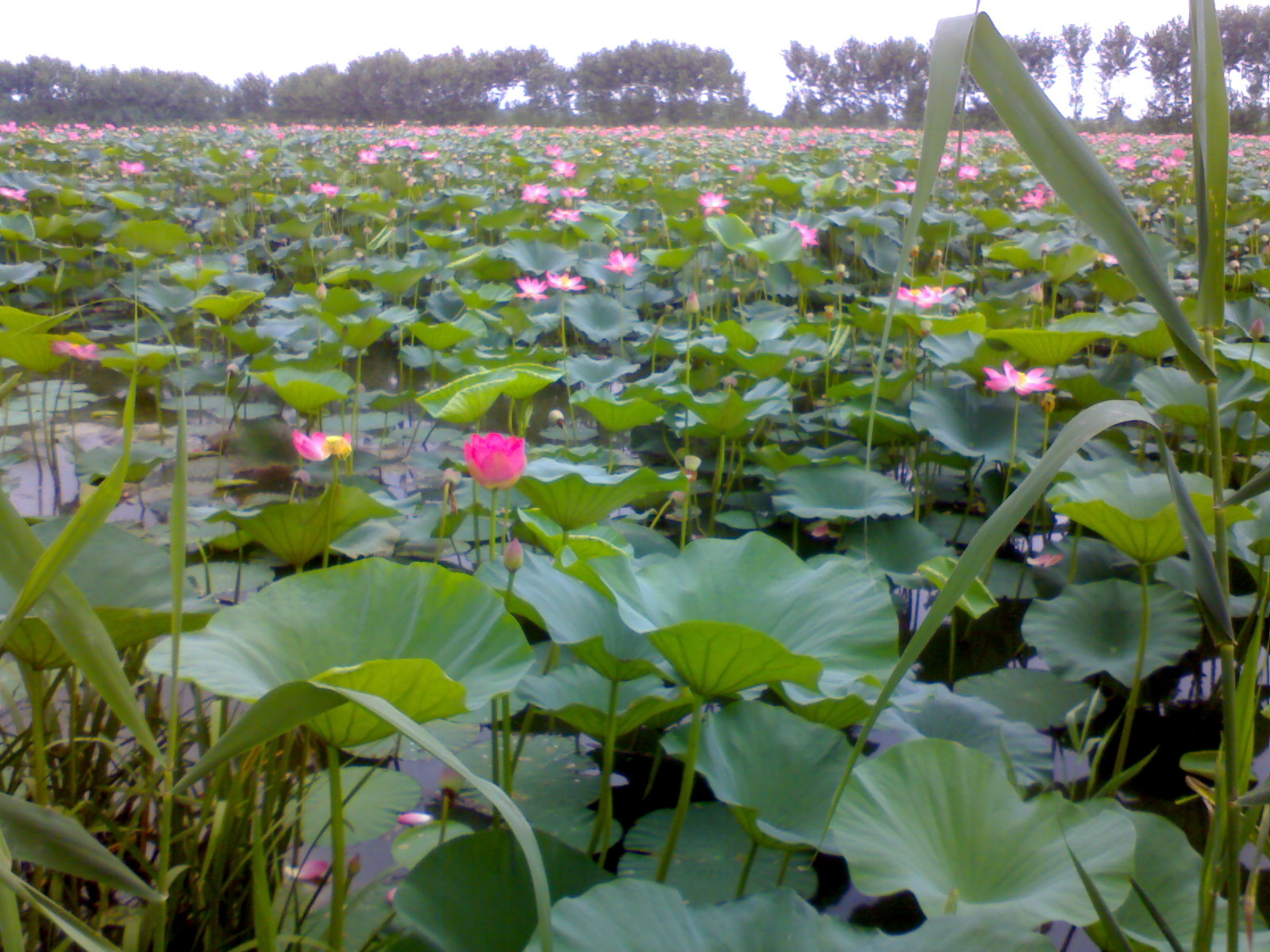
نیلوفرهای آبی